# 同性恋纪念碑

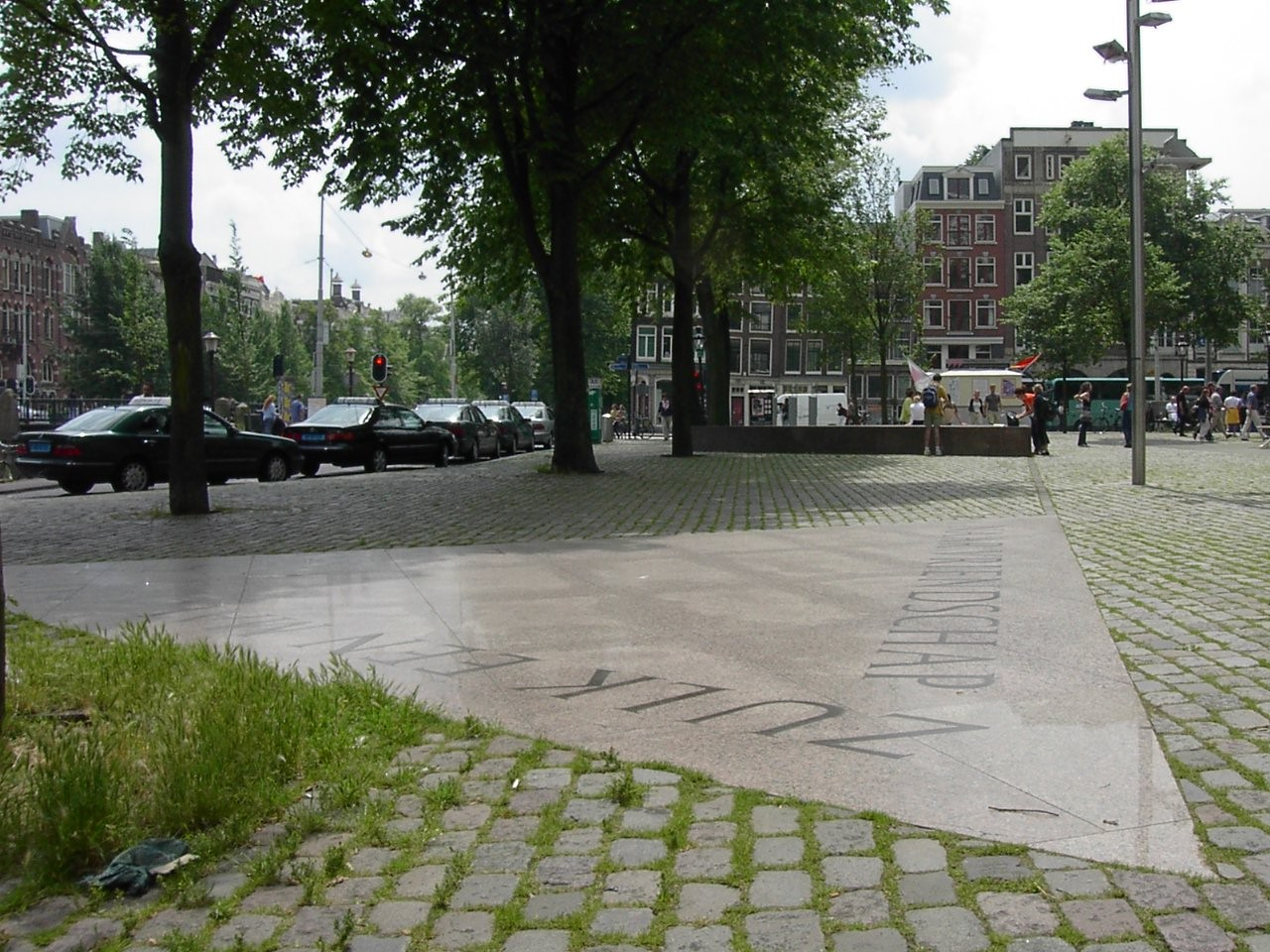

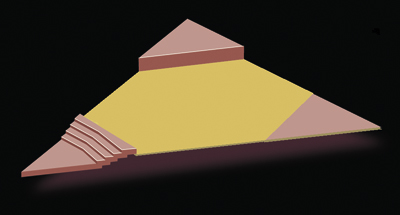

同性恋纪念碑（Homomonument）位于荷兰首都阿姆斯特丹市中心，1987年9月5日建成，纪念所有因为是同性恋者而被处死者。它由地面上3个巨大的花岗岩粉红三角形组成一个巨大的三角形，位于皇帝运河河岸，靠近古老的西教堂。其目的是要“鼓励和支持同性恋者反对拒绝，压迫和歧视的斗争。”这是世界上第一个纪念被纳粹杀害的同性恋者的纪念碑。
52°22′28″N 4°53′05″E / 52.374443°N 4.884758°E